# Geneviève Tjoues
Geneviève Hanglog épouse Tjoues, née le 31 janvier 1944 à Niel dans la région du Littoral au Cameroun, est une femme politique camerounaise.
Elle est mariée et mère de trois enfants, femme d'affaires, militante du RDPC en Sanaga-Maritime, ancienne députée, et depuis 2013 sénatrice et vice-présidente du Sénat.

## Formation et carrière professionnelle
Titulaire d’un brevet de technicien supérieur en économie sociale et d’un autre en industries textiles et habillement, elle a été professeure d'économie sociale (1979-1997), et directrice de collège technique (1980-2002), avant de fonder en 1995 la société Alpha Lumière Sarl, qu’elle dirige toujours.

## Parcours politique
Geneviève Tjoues est militante du RDPC. Elle est présidente de l'OFRDPC - organisation des femmes liées à ce parti à la Sanaga-Maritime, à Ngambe, membre du bureau politique et du comité central. Elle a été vice-présidente du Congrès du parti en 2011, députée et vice-présidente du groupe parlementaire à l’Assemblée nationale de 1997 à 2010. Elle est également membre du comité central et du bureau politique du RDPC, et depuis 2013 sénatrice et vice-présidente du Sénat.

## Œuvres sociales
Geneviève Tjoues crée en 1978 la Fondation Arc en ciel, qui s’occupe de la formation professionnelle et de l’insertion sociale des filles-mères. Elle est du reste considérée à Edéa comme la mère des « mères célibataires » (les vendeuses des marchés – ou bayam selam, dont elle est la présidente d’honneur et pour lesquelles elle a créé des fondations).